# Muzeum Beyt ha-Totchan

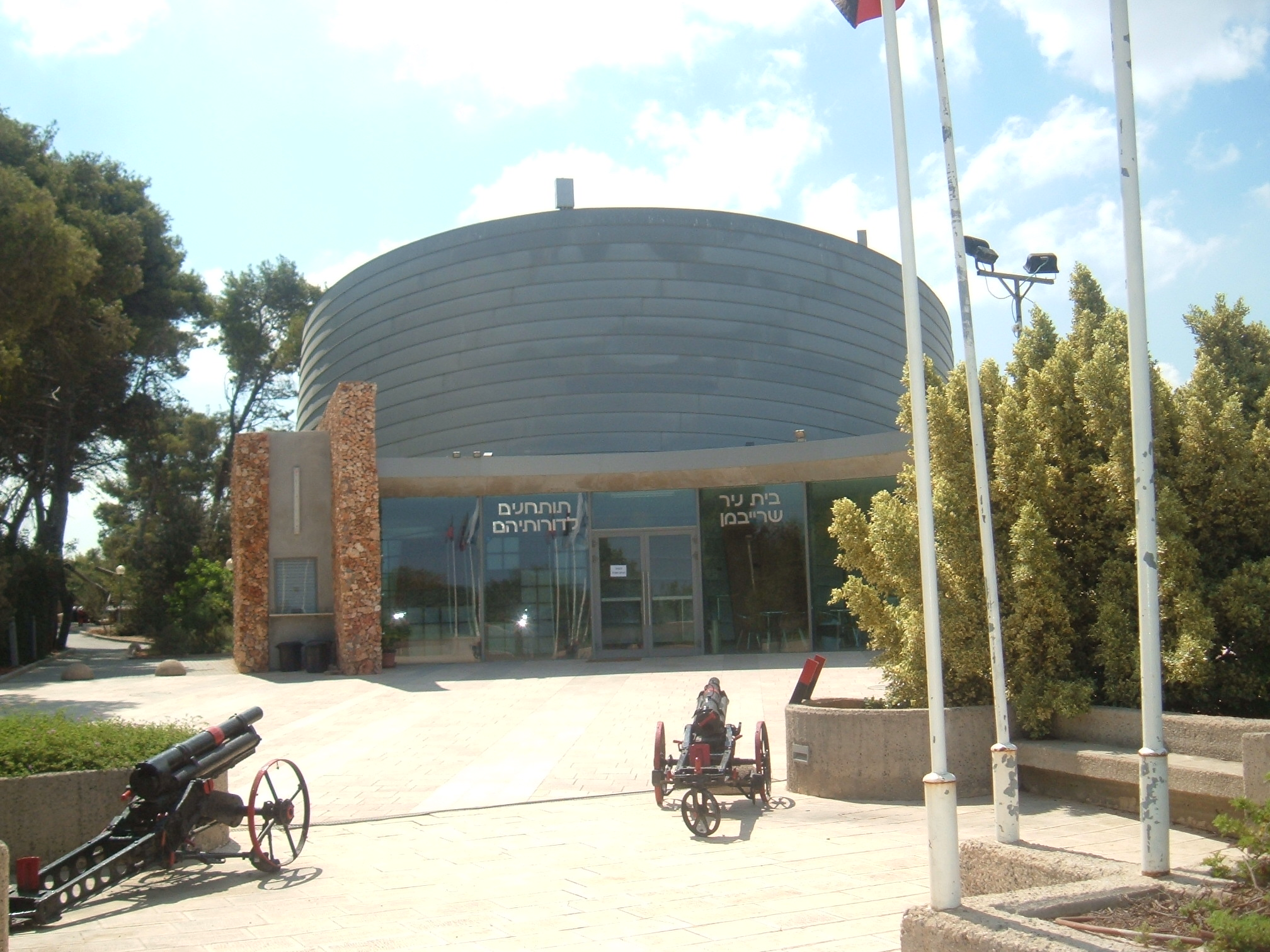
Bejt ha-Totchan (Dom artylerzysty) w mieście Zichron Ja’akow, siedziba muzeum

Muzeum Bejt ha-Totchan (hebr. בית התותחן) – muzeum wojskowe w północnym Izraelu, w mieście Zichron Ja’akow, poświęcone artylerii Sił Obronnych Izraela. Muzeum to jest też pomnikiem upamiętniającym artylerzystów poległych w konfliktach zbrojnych. 
Założone zostało przez byłych artylerzystów, przez organizację Jad ha-Totchanim powstałą w 1948 i eksponuje zarówno sprzęt wojskowy, jak i amunicję, dostępna jest też biblioteka. Wystawa obejmuje także eksponaty wystawione na wolnym powietrzu.